# اللواء 23 مشاة ميكا (اليمن)
اللواء 23 مشاة ميكا هو لواء مشاة يمني يتبع المنطقة العسكرية الأولى، ويتمركز في «منطقة العبر» بمحافظة حضرموت على بعد 100 كيلو متر من «منفذ الوديعة» على الحدود اليمنية السعودية.
ويعد اللواء 23 ميكا من أهم الألوية وأشهرها في المنطقة الشرقية، وكان مُعِسكراً في مأرب بأسم «اللواء الأول مشاه» وشارك في المعارك خلال حرب صيف 94 جبهة العبر، ومن ثم انتقل مقره لمنطقة العبر.
أنتقل أليه في مطلع 2015 ما تبقى من اللواء 21 ميكا الذي كان في مدينة عتق بمحافظة شبوة الذي سيطر عليه الحوثيون، حيث تحاول هيئة أركان الجيش اليمني إعادة لملمته بعد أن تم تفكيكه حينما سيطر الحوثيون على مدينة عتق.
ويقع في مقر اللواء «مركز القيادة المتقدم لوزارة الدفاع ورئاسة هيئة الأركان العامة» وكذا مقر اللوائين 23 مشاة ميكا و21 مشاة ميكا المؤيدان للرئيس عبد ربه منصور هادي.

## تاريخ

### حرب 2015
يعتبر اللواء أحد الالوية العسكرية الموالية للرئيس عبد ربه منصور هادي خلال الحرب الأهلية 2015، ويقع فيه «مركز القيادة المتقدم لوزارة الدفاع اليمنية ورئاسة هيئة الأركان العامة».
وكان اللواء قد استقبل العشرات من الجنود المؤيدين للسلطة الشرعية وبدأ بتشكيل كتائب من المستجدين للتدريب في المعسكر.
في 8 يوليو شنت مقاتلات التحالف غارات جوية هي الأولى في المحافظة على مقر اللوائين 23 مشاة ميكا و21 مشاة ميكا المؤيدان للرئيس هادي، أسفرت الغارات عن مقتل العشرات من الجنود. بالإضافة إلى أثنين من عمداء الجيش وهم العميد «أحمد الابارة» والعميد «محمد الحوري».
وجاءت الغارات على معسكر اللوائين، بعد أن أخرج اللواء قوة عسكرية بالمدرعات والدبابات لقطع الطريق أمام الحوثيين وقوات صالح التي كانت قادمة من محافظة شبوة نحو منطقة العبر.
ونعت وزارة الدفاع اليمنية ورئاسة هيئة الأركان العامة استشهاد جنود وضباط في اللوائين 23-21 في قصف للتحالف العربي بالخطأ، وقالت ان «التحقيق جار على أعلى المستويات لاكتشاف أسباب الخطأ الذي أودى بحياة عدد من الضباط والأفراد من خيرة الرجال المؤمنين بالنضال الوطني والمدافعين عن الشرعية».